# Ischnauchen costatus
Ischnauchen costatus är en skalbaggsart som först beskrevs av Mckeown 1938.  Ischnauchen costatus ingår i släktet Ischnauchen och familjen långhorningar. Inga underarter finns listade i Catalogue of Life.